# Анджело Карбоне
Анджело Карбоне (італ. Angelo Carbone, нар. 23 березня 1968, Барі) — італійський футболіст, що грав на позиції півзахисника.
Найбільших результатів досягнув виступаючи з «Міланом», у складі якого став чемпіоном Італії, а також володарем Суперкубка УЄФА, Міжконтинентального кубка та переможцем Ліги чемпіонів УЄФА. Крім цього грав за молодіжну збірну Італії, з якою бронзовим призером молодіжного чемпіонату Європи 1990 року.

## Клубна кар'єра
Народився 23 березня 1968 року в місті Барі. Вихованець футбольної школи клубу «Барі». Дебютував в основній команді в сезоні 1988/89, в якому «Барі» вийшов в Серію A. У наступному році команда зайняла 10-е місце в чемпіонаті і виграла Кубок Мітропи.
Після цього Анджело Карбоне був придбаний «Міланом» за бажанням тренера Арріго Саккі. У тому ж році він став одним з головних героїв переможного Суперкубка Європи і Міжконтинентального кубка, а також дебютував у Кубку чемпіонів, провівши в турнірі 2 гри і забивши гол у дебютному матчі проти «Брюгге». Після завершення сезону 1990/91 і приходу нового тренера Фабіо Капелло Карбоні був відданий в оренду, спочатку в «Барі», а потім в «Наполі». У сезоні 1993/94 Анджело Карбоне повернувся в «Мілан» і виграв з «россонері» Серію A і Лігу чемпіонів. Але в 1994 році клуб знову віддав його в оренду, і по закінченні сезону Карбоні покинув Мілан, перейшовши в «П'яченцу».
У 1996 році Карбоні пішов в «Реджяну», а потім в «Аталанту». У 1999 він знову зіграв кілька матчів за «Реджяну», а потім перейшов в «Пістоєзе», а у 2000 році грав в оренді в «Тернані».
2002 року перейшов до клубу «Про Патрія» з Серії С1, за який відіграв 3 сезони. Завершив професійну кар'єру футболіста виступами за команду «Про Патрія» у 2005 році.
Після завершення кар'єри гравця був спортивним директором «Про Патрії», а пізніше працював скаутом «Мілану». В 2010 році взяв участь в Кубку Легенд, на якому зайняв 4 місце.

## Виступи за збірну
Протягом 1989—1990 років залучався до складу молодіжної збірної Італії і став бронзовим призером молодіжного чемпіонату Європи 1990 року. Всього на молодіжному рівні зіграв у 8 офіційних матчах.

## Титули і досягнення
- Чемпіон Італії (1):

«Мілан»: 1993–1994
- Володар Кубка Мітропи (1):

«Барі»: 1990
- Володар Суперкубка УЄФА (1):

«Мілан»: 1990
- Володар Міжконтинентального кубка (1):

«Мілан»: 1990
- Переможець Ліги чемпіонів УЄФА (1):

«Мілан»: 1993–94